# Мале Жабле
Мале Жабле (на словенски: Male Žablje) е село в Словения, регион Горишка, община Айдовшчина. Според Националната статистическа служба на Република Словения през 2015 г. селото има 312 жители.